# Isaac Frenkel Frenel
Isaac Frenkel Frenel (francès: Alexandre Frenel)  (Odessa, 10 d'agost de 1899 - Tel-Aviv, 1981), també conegut com Yitzhak Frenkel o Alexandre Frenel, va ser un pintor i escultor israelià, considerat com “el pare” de l'art modern a Israel. Fou un dels artistes jueus més importants de la famosa “Escola de Paris” i el seu principal practicant a Israel.
Va morir a Tel-Aviv en 1981 i va ser enterrat en Safed. Al llarg de la seva vida va viure i va treballar a Portugal, Sud-àfrica, França i Israel (especialment a Tel-Aviv i Safed).

## Biografia
Isaac Frenkel va néixer en 1899 a Odessa, part de l'Imperi Rus en aquell moment. Era besnét del famós rabí Levi Yitzhak de Berditchev. En la seva joventut va estudiar en una Ieixivà, on va conèixer Chaim Glicksberg. De nen vivia just al costat de l'editorial "Moriah"; dels grans intel·lectuals del món Jueu: Bialik i Rawnitzki. En 1917, va estudiar amb Aleksandra Ekster, una influent professora i pintora constructivista, cubista i futurista a l'Acadèmia de Belles arts d'Odessa, una de les principals escoles d'art de la Rússia tsarista.
Frenkel va emigrar al Mandat Britànic de Palestina l'any 1919 i va formar part de la primera ona de pioners de la “Tercera Aliyah”, a bord del vaixell “Roslan”, que va ser considerat més tard com l'equivalent al “Mayflower” als Estats Units, per la presència important dels fundadors en una infinitat de temes a la vida cultural del futur estat d'Israel (entre ells, per descomptat, Frenkel).

### Revolucionant la pintura a Israel, anys 20 i 30
El 1920 va establir la cooperativa d'artistes a Jafa i un estudi d'artistes a Gymnasia Herzliya on va donar lliçons de pintura i escultura. Va establir la cooperativa d'artistes Ha-Tomer juntament amb els pintors Konstantinovsky, la senyora Had-Gadia (primera esposa de Raphael Abulafia) i l'escultor Halperin. El mateix any va exposar a Alexandria, a Egipte.
Frenkel va viatjar a París on va estudiar a l'École des Beaux-Arts i a l'Académie de la Grande Chaumière, als estudis de l'escultor Antoine Bourdelle i el pintor Henri Matisse. En aquell moment la seva pintura era abstracta. Frenkel va tornar a Israel el 1925, on va revolucionar les arts visuals. Va obrir l'Escola d'Art Histadrut a Tel-Aviv. Va ser considerat extrem en les seves orientacions artístiques. Entre els seus estudiants hi havia Shimshon Holzman, Mordechai Levanon, David Hendler, Joseph Kossonogi i Tziona Tagger. Va ser mentor dels estudiants de Bezalel, entre ells Avigdor Stematsky, Yehezkel Streichman, Moshe Castel i Arie Aroch. Diversos dels seus alumnes (com Moshe Castel i altres) incloïen estudiants d'art de Bezalel, que visitaven Tel-Aviv per absorbir els ensenyaments del “mestre”.
L'expressionisme parisenc de Frenkel i la influència francesa moderna es mostren a través d'ell no només com a artista sinó també com a mestre. Tots els que van estudiar amb ell van absorbir la influència francesa i la majoria aniria a estudiar a París a les dècades de 1920 i 1930. L'estil de Frenkel estava més a prop de la pintura abstracta a què va estar exposat a París que de l'orientalisme que era popular en aquell moment. Va ser el primer pintor abstracte a Israel.

### Dècada de 1940
L'any 1948, any de la independència d'Israel, se li va permetre registrar fites històriques a la història d'Israel. Va pintar la primera reunió de la Kenésset, així com la primera reunió de la cúpula militar de les FDI. També va fer retrats dels primers 120 MK (Membres de la Kenésset).
Va ser el primer pintor d'Israel a representar l'Estat jueu a la Biennal de Venècia. El 1948 i 1950 va exposar la seva obra a la 25ª i 26ª Biennal de Venècia, representant Israel.

### Dècada de 1950 en endavant: Frenel
El 1954 torna a França, on va estudiar vidrieria i va crear vitralls, que van ser encarregats per la baronessa Alix de Rothshild per a una capella a Normandia, al nord de França. Entre els anys entre 1954 i 1960 comença a signar les seves obres com a "Frenel".
A partir del 1960, Alexandre Frenel exposa a museus i galeries d'Europa, Amèrica, Sud-àfrica i Àsia. Viu a Paris i utilitza la casa de Safed com a casa d'estiu, repartint el seu temps entre entre Paris i Israel.
L'any 1972, la seva casa de Safed obre les portes com a museu, el Museu Frenkel Frenel que presenta les seves obres des dels anys 20 fins als seus últims dies.
L'any 1979 hi va haver una exposició individual a l' "Orangerie" de París, amb motiu de la celebració del 80 aniversari; inaugurat pel president del Senat francès, Alain Poher.
Va morir l'any 1981 a Tel-Aviv i fou enterrat a Safed.